# 読み先習の法則
読み先習の法則（よみせんしゅうのほうそく）とは、「漢字の読みを先に指導し、読みが充分身についた時点で書く練習を行うと効果が高い」という漢字指導の法則。日本の教育史上では、澤柳政太郎が「読み書き雁行の法則(よみかきがんこうのほうそく)」として1920年（大正9年）ごろ発見した。同様の法則に石井勲が提唱した「石井式漢字教育」（「石井方式」「石井式漢字早教育」とも呼ばれる）がある。石井式漢字教育とは、「漢字で表記するのを本則とする言葉は、最初から漢字で表記して指導し、読むことを先行させて教える」というものである。どちらも「読むこと」を先行させる方が、漢字をよく覚えられるという点では同じ法則を述べている。

## 概要
澤柳政太郎（さわやなぎまさたろう）(1865-1927)は明治政府の文部省官僚で教育学者としても大正新教育運動をになった一人である。澤柳は当時の常識であった「国語科の授業では、「文字の読み書き」の教育は並行しておこなう」という考えに反して「〈読むこと〉と〈書くこと〉とは、全く別の認識の働きを必要とするものだ。」と考えた。澤柳は1917年に新設の私立成城小学校の校長となると、実際に漢字の「〈読み〉の教育を先行させてから、その後で〈書き〉を教える」という実験を行った。その実験結果から、この方法によれば、「漢字の教育や学習は、これまでの何分の一という比較的少ない労力で、同様の効果を収めることができる」ということを証明することに成功した。
石井勲（いしいいさお）(1919-2004)は高校で国語と英語の文法を教えていたとき、「我が国だけが表記指導に、子供用の特別な表記法を用いることに疑問を持った。石井は「一つの語の表記法は一つに限るという原則で教えた方がいいのではないか」と考え、「がっこう」のような漢字で書かれることが普通の語は、最初から漢字で教えた方が良いと考えた。石井は1951年に八王子市教育委員会の指導主事になると、自説を説いて回り、八王子市内の小学校1年生の担任の協力を得て「最初から漢字かな混じり文で指導する」という実験を行った。その結果「漢字の混じった文の方が児童が興味を持ち、かな文字ばかりの時よりも読み方がすらすらと円滑である」ということを確かめた。石井はさらに研究をすすめて「〈読み先習〉は〈書く〉指導において効果的だ」という認識に達した。それは「「漢字混じり文を読むこと」を先行させて教え、「漢字を書く」ことはあとで行う方が良い」という澤柳の法則の再発見だった。
この2人は実験的裏付けのある同じ教育上の法則を発見したが、どちらもその後の小学校の現場には受けいれられることなく、その法則の存在も教育関係者や教育学者の間で継承されることもなかった。

## 澤柳政太郎の「読み先習の法則」（読み書き雁行の法則）

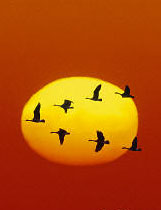
雁行とは雁の飛ぶ列のこと。

### 澤柳の説
澤柳政太郎は「子どもには読むことができても書くことのできない漢字がたくさんある」。それは大人でも同じで「読めるだけの文字がみな書けるとは言えない」という事実を重視した。澤柳は「漢字に限らずひらがなやカタカナでも〈読むこと〉は容易でも〈書くこと〉は困難だ」と一般化して、「読むこと」と「書くこと」を全く別の認識と考え、「〈読むこと〉と〈書くこと〉は決して並行すべきものにあらず。まず〈読むこと〉を教え、若干の時期をおいて、しかる後に〈書くこと〉におよぶべきであると信ずる」と主張した。そして澤柳は「この方法によれば漢字の教授や学習は、これまでの何分の一という比較的少ない労力で、同様の効果をおさめることができる」という仮説を立てた。

### 成城小学校での実験とその結果
澤柳が校長を務めた成城小学校では漢字を教える時期を繰り上げて、1年生の段階から1000字以上の「漢字の読みだけを先に教える」ようにした。当時の国定国語読本は「ハナ」「マメ」「ハト」などのカタカナから始まっていたが、カタカナの単語の横に赤線を引き、それぞれに「花」「鳩」「豆」という漢字をあらかじめ書き込んでおいて、それを子どもたちに読ませた。澤柳たちは「ふりがな」ではなく「ふり漢字」のついた教科書を使って文字を教えた。
この実験結果は1921年（大正10年）に『読方教授の革新』として出版された。それによると、1年生末の段階で漢字の読み取りは平均500字、直接教えていない書き取りでも平均200字が習得されたことが確認された。当時の1年生が学ぶ漢字は約50字だったので、それをはるかに超える成果が得られた。この実験は千葉県の公立小学校でも追試された。澤柳はこの著書の序文で「われわれの考えは誤りではないということが、数年間の実験によって証拠立てられた」と述べ、これを元にして「国定読本教科書を根本的に改める必要がある」と主張した。「読み書き雁行」の語は澤柳の「読み書きは並行すべきではない、雁行すべきである」という文言に由来する。

## 石井勲の漢字教育の法則

### 実験方法
石井勲は「一つの言葉は一つの表記であるべきである」という信念で、小学校で漢字教育の実験を行ってもらった結果、「漢字で教えた方が、かなで教えたときよりも児童が興味を持って学習する」という事実を発見した。その発見を検証するために、今度は1953年4月に自身が小学校教師となって「漢字教育の実験」を行った。石井は1年生用の検定教科書の「かな表記の言葉」の横に、できるだけ漢字を書き加えさせた。この作業を行ったのは子どもではなく親だったと考えられている。それは手間のかかる作業だったため、石井はまもなく「漢字に直す言葉」をあらかじめ印刷しておき、それを「かな表記の言葉の上に貼らせる」という方法に変えた。石井は1年の時から「漢字かな混じり文」で教えた。石井はこの時点では「いくら漢字表記を主に教えるべきだといっても、難しい漢字はできるだけ後で教えた方が良い」と考えていた。この点ではまだ他の教師と同じように考えていた。
石井はさらに「よく使われる言葉は漢字カードにして教室に掲示しておく」「一度教えた漢字はその後もさまざまな場面で読む機会を与える」という習熟の工夫もした。石井はこのような方法で一度指導した漢字を10回でも20回でも反復提出する機会を作ることによって、「読める時期がひとりでに向こうから来てくれる」と考えた。

### 実験結果
石井は45名の子ども一人ずつに漢字が読めるかどうかテストするという方法で実験結果を確認した。その結果7月までに教えた120字のうち、最も多く読めた子が103字、最も少なかった子どもが26字。平均で63字という結果になった。
このとき字形の複雑な「鳩」よりも簡単な「九」の方が正答率が低いなど、「字形の簡単な漢字でも抽象的な意味内容の漢字は正答率が低い」という予想外の事実が判明した。石井の予想に反して「いくら字形が難しい漢字でも、子どもの日常生活に必要な言葉や関係の深い言葉であれば正答率が高くなる」という結果が出たのである。石井はこの結果から、当初の「やさしい漢字から先に教える」という考えを改め、「漢字で表記することを本則とする言葉は、字形の繁簡にかかわらず、最初から漢字で提出して指導する」とした。この原則に基づいた漢字指導法が「石井方式」とよばれるようになった。石井はおよそ1年間で327字の漢字を教えた。1954年（昭和29年）の3回目のテストでは、最も読めた子が305字、最も読めなかった子が63字、平均203字という結果になった。
その後、石井は小学校2年生と3年生の担任も希望し、同様の実験を行って検証した。

### 石井の反証実験
石井は「子どもたちがたくさんの漢字を読めるようになったのは、〈石井方式〉によるのではなく、単に自分の技能や技術が優れていただけなのかもしれない」と心配し、反証実験を行った。通常は第三者に石井の方法を試してもらうのが科学的方法だが、石井はそのような実験ではなく「自分で教科書通りに教えてみる」という実験を行った。これでは「石井以外の教師でも同じ結果が出るのか」という証明にはならないが、石井はその実験を行うために、1956年(昭和31年)に再び1年生の担任となって「教科書通り」の漢字指導を行い、石井方式よりも劣る結果を得た。石井はこの結果から「石井方式の有効性が十分証明された」と考えた。

### 読みと書きの分離
石井は「石井方式では、漢字が読めて、意味もよく分かり、使い方もよくわかり、その上読む学習を重ねることにより、字形についての認識が深まり、目をつむればその字形が頭に思い浮かぶようになってから、その漢字を書く学習をしようと考えています」と述べて、澤柳政太郎の発見した「読み書き雁行の法則」と同じ内容の認識に達した。

## 澤柳退職後の文部省の「類似文字教授実験」

### 似た漢字・概念を同時に教える
澤柳政太郎が文部省を退職した後、1910年（明治43年）に文部省は小学校低学年で文字を教えるとき「シとツ」「右と左」「東と西」など、〈文字の形や概念の内容が似ているものは、できるだけ一緒に教えて、その異同に注意させつつ教えれば、混同せずに覚えやすくなるのではないか〉と考えた。そして明治43年度に全面的に改定された第2期の国定『尋常小学校読本』の中で、とくに意図的にこのようなこのような教材配列を行った。

### 否定的な実験結果
文部省の教科書が出た年に異を唱えた小学校校長に鶴岡重治がいた。鶴岡は「それでは逆効果で、類似した漢字同士を混同して記憶・再生してしまうのはないだろうか」と考え実験を行った。その結果「類似した漢字をできるだけ一緒に教えれば教えるほど、誤字を書く割合が増加する」という結果が出た。鶴岡はこの結果から「かえって児童を混乱させる」と「類似文字の教授」（1910年）の中で明言した。

### 文部省の報告書でも否定的結果がでる
その後、文部省はあらゆる国定教科書について全国の師範学校付属小学校に対して意見を求めて、その意見報告書を1913年から19年にかけて『国定教科書意見報告彙纂』で公表した。その中でこの問題に触れた意見はすべて否定的だった。たとえば東京師範学校からは「一見適法のごとく見ゆるも、実際においてはこれがためにかえって文字の混乱をきたすこと多きを見る。とくに下学年において然りとす。けだし、一字につきて未だ十分の練習をなす暇(いとま)なきに際し、類似のものの入り来たるがためなるべし」と書いている。兵庫県御影師範学校は「右と左、賣ると買う、雲と雪、持つと待つ、符と荷」の例を挙げて「児童はしばしばこれを混同せり」としている。大分県師範学校は「教授の当初にありては両者を識別記憶せるがごとしといえども、ある時間を経過してのち両者混淆をきたす場合少なからず。たとえば「強・弱」について、そのいずれが「つよく」、いずれが「よわき」かを区別し得ざる児童を出すはこれがためなり」と報告している。

### 似た文字を同時に教えると混乱する
文部省の実験は「字形および観念の類似せるものを近接継起して提出せられしは、実際に於いて不可なり」（福岡師範学校）という結果だった。
教育実験ではこんなにはっきりとした結果が出ることはあまりないが、この実験はその大規模なこと、その結果に異論のない点が見事だった。しかし、このような見事な実験結果も今日の教育学には継承されていない。

## 人物略伝

### 澤柳政太郎

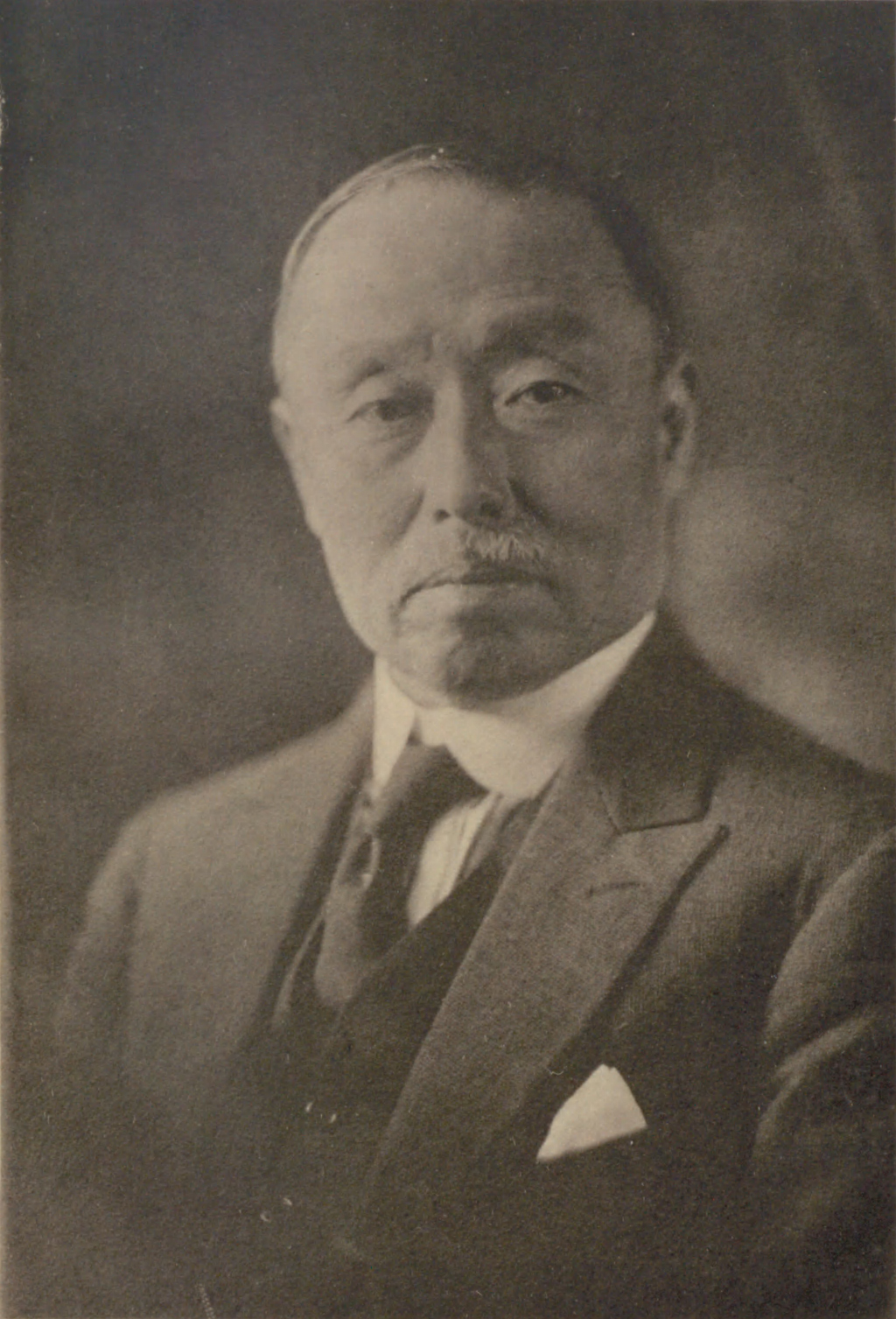
澤柳政太郎

#### 帝国大学卒業
澤柳政太郎は明治維新の3年前の1865年（慶応元年）に長野県の下級武士の家の4人兄弟の長男として生まれた。1875年（明治8年）に父が大蔵省の役人になって東京に出た。澤柳政太郎は帝国大学文科大学（現在の東大文学部）を1888年（明治21年）に卒業した。

#### 文部省官僚から中学校長へ
澤柳は卒業後すぐに文部省総務局に就職し、2年後の1890年には同局の報告課長と文書課長の2つの課長を兼務した。1892年11月に文部省をやめ、1893年に29歳で大谷尋常中学校の校長となった。その中学校は「学校騒動が頻繁に起こる学校」で有名だったが、澤柳は有能な教師を確保することなどで学校の平静を取り戻し、「澤柳校長時代には一度も(学生の)ストライキが起こらなかった」と驚きを持って語られた。

#### 高等学校校長時代
澤柳はその学校運営の手腕が評価され仙台の官立第二高等学校の校長に招かれた。その高校は400人以上の学生が校長の辞職を求めて同盟休校を行って、「学生は全員2週間の停学、校長と8人の教師は転任」となって収まっていた。ここでも澤柳は期待されたとおりの働きをして騒動を収めた。澤柳はその後、33歳で官立第一高等学校の校長を務めるため東京に戻った。

#### 変体仮名と歴史的仮名遣いの廃止
1898年（明治31年）に澤柳は文部省に戻り、普通学務局長となった。これは文部大臣、文部次官に次ぐナンバー3の地位だった。澤柳はこの職に8年留まり小学校の改革を行った。その一つは「ひらがな教育の改革」だった。当時のひらがなは「変体仮名」と呼ばれる字体の違うひらがなが50以上もあり、小学校ではこれを含めて100字以上のひらがなが教えられていた。文部省は1900年（明治33年）に「小学校施行規則」を改定して変体仮名を廃止し、普通のひらがなだけを教えれば良いと改めた。柳沢は「この改革によって児童に分かりやすく書くことができる」としながらも、「その結果については今後2、3年を経なければわからないことだ」と明確に実験を意識したことも言っている。さらに澤柳政太郎は漢字の音読み（字音）の「かな表記」の改革も行い「歴史的仮名遣い」を廃して、発音通りのひらがな表記にした。たとえば「学校」は「がっこー」、「咲かう」は「さこー」、「いう」を「ゆー」とした。今では「がっこう」と書くのに比べると、当時の文部省の改革の方が徹底していた。この「棒引き記号」を用いた表記は保守派からの猛烈な反対にあって、一時期使用されただけとなった。

#### 官僚退職と改革への反動
澤柳政太郎は官僚としては最高位の文部次官を2年務めて1908年（明治41年）7月に退職した。澤柳の退職から1ヶ月後に小学校の歴史的仮名遣いが復活することになった。これに対して澤柳は「5年後、10年後には、必ず〈自分の考えが間違っていなかった〉ということが事実の上に証明されるだろう」と主張した。その後1910年（明治43年）から使用されることになった新しい国定国語読本『尋常小学読本』では再び歴史的仮名遣いが使用されるようになり、学校が「がくかう」などと表記された。文部省は全国の師範学校の附属小学校に、この新しい教科書に対する意見を求めたが、全国の小学校の教師たちはこの改定に対して猛烈な反対意見を寄せて、澤柳の考えが正しいことが示された。澤柳の予想通り子どもたちを初めとして教育現場は混乱に陥ってしまった。歴史的仮名遣いは1946年(昭和21年)に「現代かなづかい」が採用されるまで教え続けられた。

#### 教育学に専念する
澤柳は退職後に本格的に教育研究に取り組み、「従来の教育学はあまりに観念的すぎて、教育制度や教育内容を改革するのに全く役に立たない」と考え、「〈教授の実験〉に基づかない大学の教育学者たちの論説」に対して痛烈な批判を浴びせた。澤柳は科学的な教育研究の方法として「研究の対象を明確に限定すること」と「教育の理論ではなく〈教育の事実〉を対象にしなければならない」と主張した。また「現行の教育に関する事項のほとんどは〈常識の判断〉から決定されていて、教育学者の研究成果によるものはほとんどない」と指摘した。
澤柳は中学校用の修身教科書の作成を行った。澤柳はそのさい、「道徳性が発展することは、愉快なものであるはずなのに、それを養う修身教育がまったくつまらないのはおかしい」と考え、従来の教科書を調べて「ほとんど似たり寄ったりで、同じような道徳の細目の羅列に終わっている」と認め、その原因が「文部省の参考例示に過ぎない〈教授要目〉」にあることを認識した。澤柳は自ら修身教科書を書き、その中には「元来勉強は、苦しきものにはあらずして、楽しきものなり」と書いた。澤柳の修身教科書は高く評価され、1910年度（明治43年）の全国の中学校で最も多く採用された。

#### 帝大総長時代の革新的な仕事
澤柳は1911年(明治44年)に46歳の時東北帝国大学の初代総長になった。東北帝国大学では日本の大学で初めて女子の入学を許可した。さらに大学が指定した「高等師範学校の卒業生」「高等専門学校の卒業生」も入学試験を受けることができるようにした。当時の東北帝大には若い教授が集まり、研究活動が活発だと澤柳は書いている。澤柳は東北帝大の総長を2年務めた後、京都帝国大学の総長となった。当時はまだ教授の定年制度がなかったが、澤柳は研究の意欲が衰えてしまった教授に対して、総長権限で退職を要求した。澤柳は「有能な教員をひとりでも多く確保する」という方針で行動した。その結果、京都帝国大学の教授たちと対立するようになり、わずか1年で1914年4月に責任を取って辞職した。

#### 帝国教育会会長としての革新的な仕事
1916年2月に「帝国教育会」の会長に担ぎ出された。澤柳は「教育会館設立趣意書」を書き「教育者が相集まり、団結して尽力することは、はなはだ必要なことだ。団結の力がなければ、いかに道理ある教育者の提案も実行できない」として、全国の都道府県に「教育会館」を設置する運動を起こし、今も各県に残る教育会館の元を作った。彼は「大正デモクラシー」の中で全国の教育の民主化運動の潮流に乗って、教師の自主的な教育運動を支えるように尽力した。

#### 成城小学校での〈教授の実験〉
1916年9月に澤柳は私立成城中学校の校長に乞われた。澤柳は「小学校での実際的な教育研究をすすめるために私立小学校も設けてほしい」と条件を出し、それが受け入れられ、成城小学校と中学校の校長に就任した。当時の新聞記事にこのことが載ると「元文部次官で二つの帝国大学の総長までやった文学博士が小学校の校長をやる」というので驚かれた。澤柳は「教育学説の真理は〈教授の実験〉によってのみ明らかになるのに、教育学者たちは誰もそのような研究をやろうとしない。それなら、自分でやるよりほかない」と考えた。澤柳は設立されたばかりの成城小学校の経営が不安定なので無給で校長を引き受けた。澤柳は全国から有能な教師を集めて、文部省の教育政策から完全に自由に研究を始めた。澤柳は「各教科の開始時期も〈教授の実験〉によって決めなければならない」と考えて、「修身」や「算術」の開始時期を遅らせるなど、成城小学校の教師たちと一緒に〈教授実験〉を始めた。その研究過程で「読み書き雁行の法則」も発見された。
澤柳はこの研究を一私立学校にとどめずに、校外の人々にも呼びかけて「教育問題研究会」を発足させた。その会員は3000人にも達した。その機関誌『教育問題研究』は1万部近くにまで部数を伸ばした。

#### 澤柳の死と教育研究の終焉
1927年（昭和2年）に澤柳政太郎は62歳で病死した。その後日本は15年戦争の時代に入り、自由な教育研究運動は厳しく制限されるようになり、成城小学校の「仮説実験的な教育研究」は全国の公立小学校とのつながりを失い、その研究成果も研究方法も受け継がれることがなかった

### 石井勲

#### 高校教員時代
石井勲（いしいいさお）は1919年（大正8年）に山梨県甲府市に生まれた。旧制専門学校の大東文化学院（現在の大東文化大学)で学び、この学校で古代中国の漢字辞書である『説文解字』の授業を受けたことで、漢字の成り立ちや構造に興味を持つようになった。石井は戦後しばらくの間母校の都留高校で国語と英語の文法を教え、そのときに「日本の小学校での表記指導」に疑問を持ち、自らの漢字教育理論を作った。

#### 中学校教師から指導主事へ
石井は「良い高校の教師であるためには、中学教師から出直してみたい。」と考え、八王子市の中学校の教師となった。そこで「読み書き能力がどんなに低いか」ということを感じて「小学校ではいったいどんな漢字教育を行っているのだろうか」と疑問に思った。1951年（昭和26年）に八王子市教育委員会の指導主事になると、小学校の漢字教育の実際を知るためにたくさんの小学校を訪問した。そして訪問先の教師に対して「言葉は社会で使用されている表記法に従って教えるべきだ」と説いて回った。しかし、現場の教師たちからは石井の考えは「机上の空論」としか受け止められずに冷ややかな反応しかなかった。そこで石井は自分の考えに基づいたやり方で漢字を教えて見せなければ何も始まらないと考え、八王子市内の小学校1年生の担任に協力してもらい、漢字の指導実験を行った。

#### 小学校教師として授業実験
実験結果に自信を持った石井は「全日本国語教育協議会」の全国大会でその成果を発表した。しかし石井によればその反響はまったくなかったという。そこで石井は自分自身の手で実験を行うために1953年4月に小学校の教師となった。石井は新宿区立淀橋第一小学校の1年生担任になり、さっそく漢字教育の実験を開始した。石井はこの実験で「読むことを書くことより先行した方が効果的だ」と認識するようになった。

#### 国語問題協議会での活躍
石井は1959年（昭和34年）に「国語問題協議会」の「理事」となった。この協議会は文部省によって主導されてきた「漢字制限、仮名遣いや送り仮名の変革」に反対の立場を持つ人々の集まりだった。石井は勤務校で自身の漢字教育の授業を協議会のメンバーに参観してもらった。その参観者の一人大岡昇平が『朝日新聞』の学芸欄で取り上げたため、石井の漢字教育方法は世間の通目を浴びるようになった。石井はそれまでの実験結果を著書にまとめ、雑誌記事にもなった。このようにマスコミに取り上げられた結果「学校全体で〈石井方式〉を実践したい」という公立小学校が現れた。1968年までに数校で石井の漢字教育が行われ、公開授業には大勢が見学に訪れた。

#### 定着しなかった「石井式漢字教育」
しかし、これらの実践は主導した校長が退職するといずれも途絶えてしまった。石井の実践は小学校の現場教師に定着させることに失敗した。石井は後年それを振り返って「文部省が石井方式を学習指導要領に取り入れない限り、小学校におけるこの教育の普及は不可能であることもわかったし、冷たい目で見られながら広まる見込みのない教育を続けていく気力が衰えた」と述べている。石井は1966年（昭和41年）に小学校を退職した。現在では小学校ではほぼ忘れられた実践方法になっている。

#### 幼稚園で普及する
1967年（昭和42年）に石井の本を読んだ大阪の幼稚園長が、石井の漢字教育に興味を持った。石井は幼稚園での追試結果から1968年（昭和43年）に国語問題研究協議会主催の講演会で「幼児と漢字」というテーマで、幼稚園児を対象にした漢字指導の公開授業を行った。その後石井はもっぱら幼児教育の世界で「石井式漢字教育」を普及させることに力を注いだ。

#### 石井教育研究所設立
1973年（昭和48年）に石井は「石井教育研究所」を設けた。1984年（昭和59年）には「幼年国語教育会」を設立した。その加盟園は1985年（昭和60年）段階で272園だったという。その後少なくとも数百を超える幼稚園で石井式漢字教育が実践されるようになった。石井の漢字教育は特に私立の幼稚園で受け入れられたが、それは園長の判断があったからと言える。しかし幼稚園側にも「たとえ新しい教育理論であっても、良いものであれば即座に実践する」という、小学校に比べて幼稚園の方がはるかに「研究の自由」があったと言える。

## 評価
澤柳政太郎の研究は大正デモクラシーのもとで、明治時代の「旧教育」に対する「新教育」が脚光を浴びていた時代だった。しかし、当時の「新教育」の主張の大部分は「スローガンを掲げただけで終わってしまう」ものだった。そのような中で澤柳の率いた成城小学校では「〈教授の実験〉によって、具体的教育方法を確立する」という科学的な教育研究を推進した。
石井勲は「かな先習」と「読み書き並行」が教育上の常識であったところに、全く常識に反する説を主張した。常識が当たり前と思われていればいるほど、それと明らかに反する考え方など全く問題にされない。しかし石井は「表記法は一つで良い」といういわば原理主義的な考え方で突き進んだことで、そうした常識が作る壁を乗り越えることができた。常識を越えて新しい真理を発見するためには、ある種の偏見も必要になることもあると考えられる。
石井が小学校で受け入れられなかった原因の一つとして、石井が澤柳政太郎の研究成果を全く受け継いでいなかったことも指摘されている。石井は先行研究を十分調べることを怠っていた。石井は1961年に本を出版した後の座談会で「むかし成城小学校で石井方式と似た実験が行われたことがある」ということを指摘されたが、その事実を小学校での普及活動に生かすことは全くしていない。
しかしながら、ペスタロッチやジョン・デューイといった著名な教育学者が思想だけにとどまり、実験的に証明された教育の法則を一つも発見していないことと比べると、近代教育学の確立という点では、澤柳と石井の研究成果は高く評価することができると四国大学の小野健司は評価した 。
さらに小野は、こうした教育上の法則の発見が教育学に受け継がれない現状も指摘した。たとえば大阪聖母学院小学校では2003年に「読み先習」の実践報告を出版しているが、先行研究への言及はわずかに芦田式という芦田惠之助が戦前に考案した国語教育に触れるのみで、参考文献や引用文献がまったくあげられていない。大阪聖母学院小学校は、香里ヌヴェール学院小学校と改称された現在でも研究が受け継がれ、カリキュラムに「読み先習」を掲げて実践している。